# جورج كلينتون سويني
جورج كلينتون سويني (بالإنجليزية: George Clinton Sweeney)‏ هو قاضي ومحامي أمريكي، ولد في 23 يوليو 1895، وتوفي في 5 نوفمبر 1966.